# Ланцас, Викентиос
Викентиос Ланцас (греч. Βικέντιος Λάντσας; Венеция 1822 — Афины 1902) — итальянский и греческий художник и академический преподаватель 19-го века.

## Биография
Викентий Ланца (итал. Vicenzo Lanza) родился в Венеции в 1822 году.
Окончил Венецианскую академию изящных искусств (Accademia di Belle Arti di Venezia).
По завершении учёбы остался в Академии помощником профессора на кафедре перспективы.
Ланца принял участие в революции 1848 года против контролировавшей Венецию Австрийской империи. Некоторые греческие источники пишут о его участии в военных действиях в звании младшего лейтенанта революционного флота
После подавления восстания австрийскими войсками, Ланца бежал в Греческое королевство, где ему, как и сотням других итальянских, польских и венгерских революционеров, правительство ветерана Греческой революции 1821 года Константина Канариса предоставило политическое убежище. Многие из этих политических эмигрантов навсегда остались в Греции, поступили на государственную службу, в основном военную, и со временем «эллинизировались» (натурализовались).

## В Греции

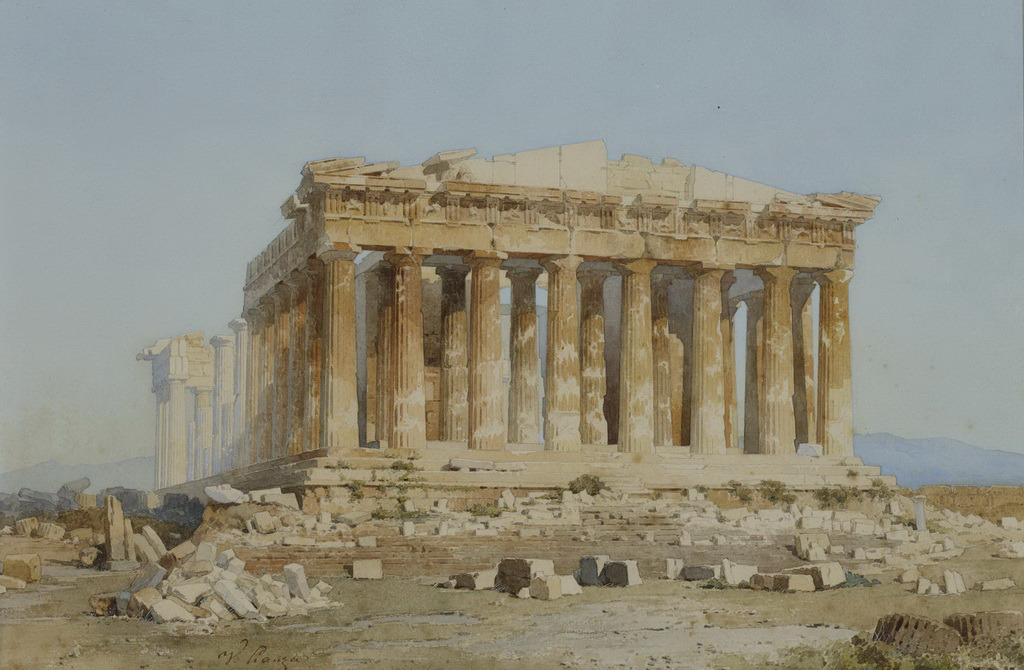
Парфенон.

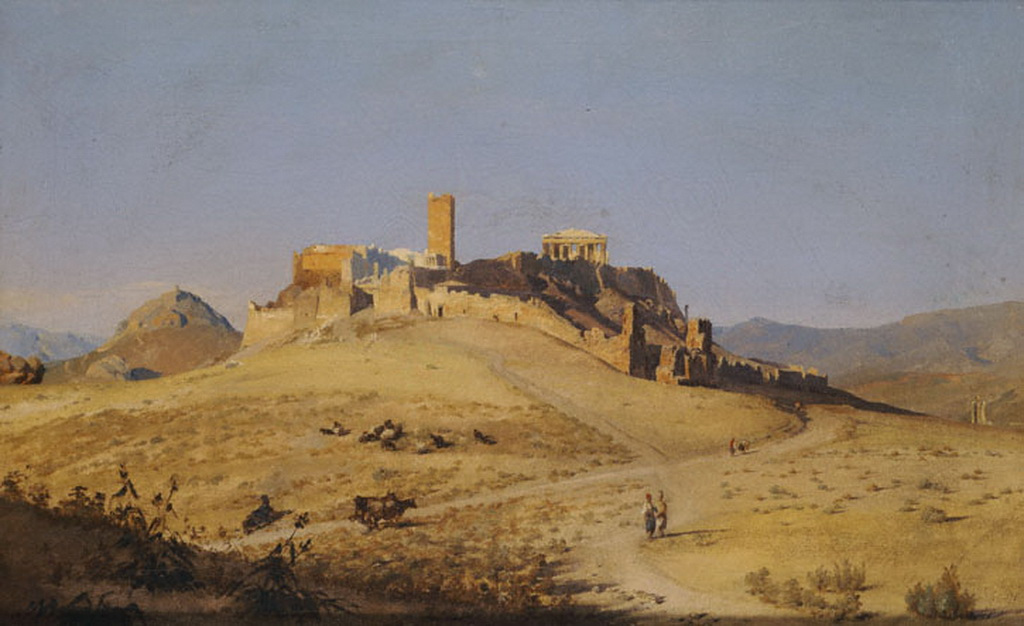
Афинский Акрополь, 1860.

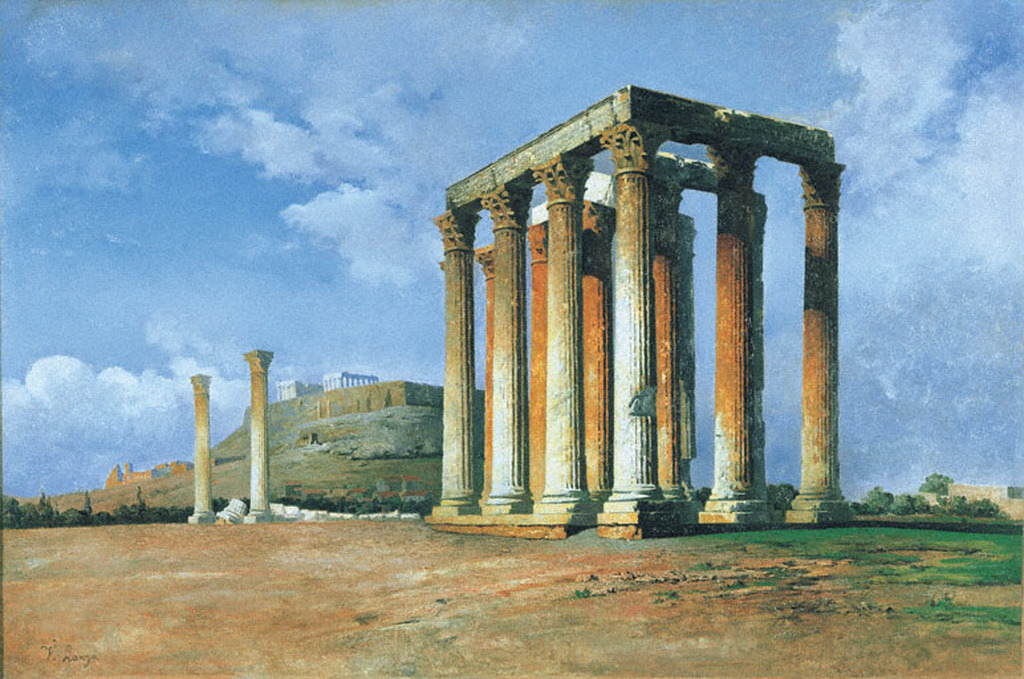
Храм Зевса Олимпийского, 1860.

Итальянские революционеры прибывали в Грецию, как правило, через город-порт Патры, где Ланца и поселился в конце 1849 года.
Через 2 года Ланца переселился в Афины.
В греческой столице Ланца получил поддержку королевы Амалии, поручившей ему расписать загородную королевскую резиденцию. В свою очередь, король Оттон дал ему указание завершить роспись Русской церкви Афин, начатую немецким художником LudwigThiersch (1825—1909) и греческим художником Никифором Литрасом.
За эту работу российский император Александр II наградил художника золотой медалью.
По заказу Оттона художник написал картину «Военный лагерь в Фивах», после которой Ланца получил признание среди греческих художников.
Опять же по заказу Оттона, Ланца расписал потолки в здании Афинского университета.

## Академический преподаватель

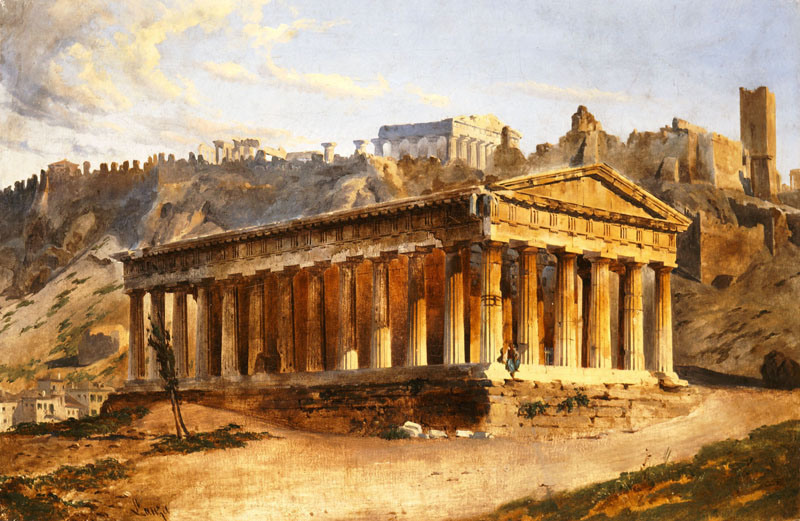
Храм Гефеста.

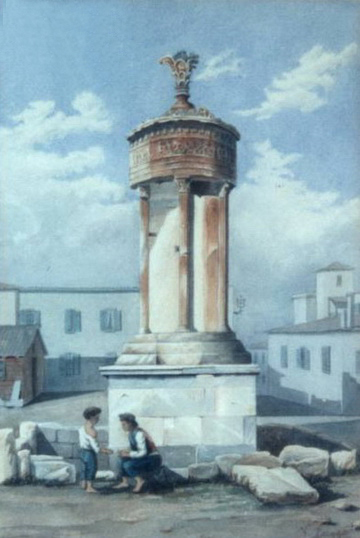
Памятник Лисикрата.

В сентябре 1863 года и после того как со своего поста был уволен Филипп Маргаритис, Ланца был принят преподавателем в Афинскую школу изящных искусств, где до 1901 года преподавал перспективу, сценографию, элементарную графику и декоративное искусство. Одновременно Ланца преподавал живопись в Военном училище эвэлпидов.

## Художник

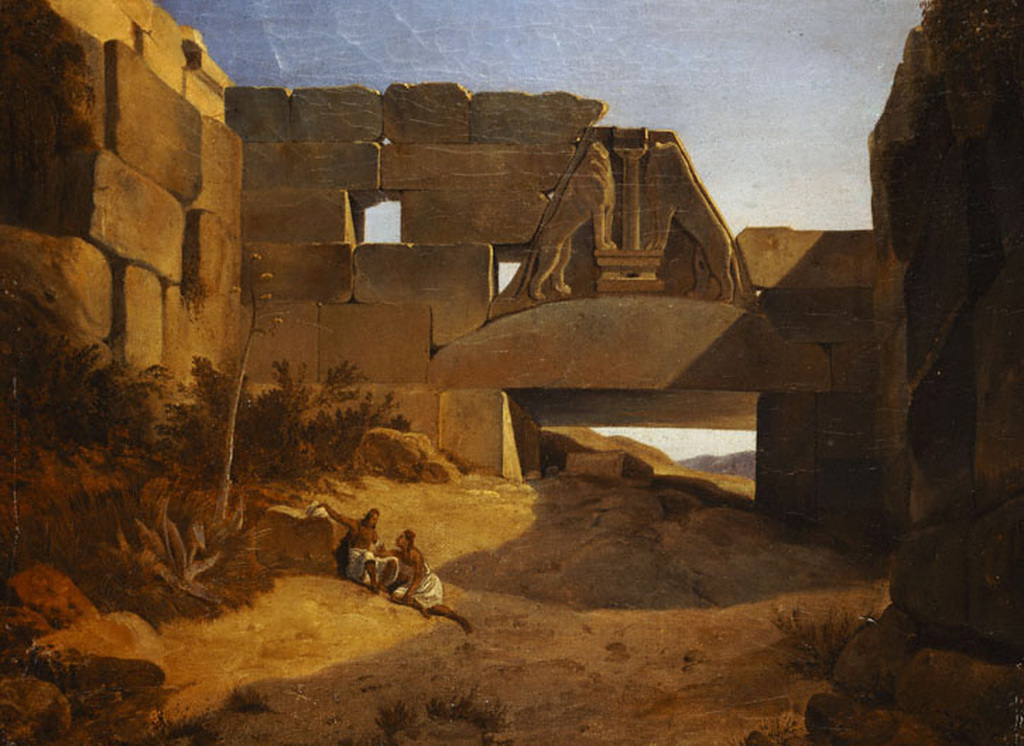
Микены, Львиные ворота до раскопок, 1882.

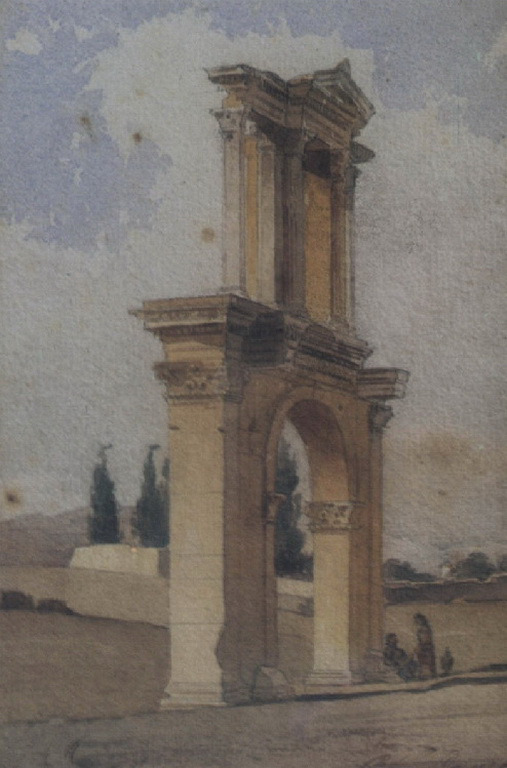
Афины, Арка Адриана.

В 1859 году Ланца принял участие в греческой художественной выставке «Олимпия». На этих же выставках, в 1870 году он получил серебряную медаль, а в 1888 году бронзовую медаль. Ланца принял участие в Парижской всемирной выставке 1867 года. Ланца не только выставлялся на многих выставках, но и сам состоял членом многих художественных жюри.
Используя в основном акварель, Ланца писал археологические пейзажи и отображал памятники, сделав это направление отдельным жанром пейзажа. «В его работах, принципы академического классицизма сосуществуют с реализмом».
Греческие древности были излюбленной темой художников эпохи романтизма до и, в особенности, в период Греческой революции. Ланца отошёл от романтизма и писал свои пейзажи «не только как живое свидетельство славного прошлого, но и как ежедневное пространство, чётко вырисовывавшееся под ярким солнцем, которое делает цвета сверкающими».
Ланца был награждён греческим правительством Орденом Спасителя.
После Рисорджименто он был награждён Итальянским королевством тремя орденами, один из которых был за его участие в революции 1848 года.
Викентиос Ланцас умер в греческой столице в 1902 году.
Его сын, Ланцас, Стефанос (1861—1933), также стал художником и преподавателем Афинской школы изящных искусств